# The Call of Ktulu
The Call of Ktulu – utwór instrumentalny zespołu Metallica z albumu Ride the Lightning. Został napisany przez wokalistę i gitarzystę Jamesa Hetfielda, perkusistę Larsa Ulricha, wokalistę i gitarzystę zespołu Megadeth – Dave'a Mustaine'a, oraz basistę Cliffa Burtona. Jest ostatnim utworem zapisanym przez zespół na ich drugim albumie studyjnym z 1984 roku.

## Twórcy
- James Hetfield – gitara rytmiczna
- Kirk Hammett – gitara prowadząca
- Lars Ulrich – perkusja
- Cliff Burton – gitara basowa